# 海勃湾水利枢纽
39°40′12.78″N 106°46′42.42″E / 39.6702167°N 106.7784500°E
海勃湾水利枢纽位于内蒙古乌海市海勃湾区的黄河干流上，左岸为乌兰布和沙漠，右岸距乌海市区3km，下游87 km为已建的三盛公水利枢纽。工程任务以防凌为主，结合发电防洪等功能，设计总库容为4.59亿立方米，总装机容量为7万千瓦，总投资26.9亿元，是内蒙古自治区十一五重点项目之一，也是内蒙古段黄河干流上唯一的控制性工程。项目法人为乌海市人民政府及市水务局下属的海勃湾水利枢纽公司。

## 建设背景
黄河在石嘴山和内蒙古三盛公之间自南向北的冲积洪积扇与冲积阶地形成的宽谷，东部是桌子山、岗德尔山，西部是贺兰山、五虎山。上段石嘴山—乌达公路桥为峡谷型河段，断面较窄，平均河宽400m，长36.5km；下段乌达公路桥—海勃湾枢纽坝址为游荡型河段，平均河宽为600m，长49.8km。多年平均径流236.4亿3。多年平均悬疑输沙8910万吨。汛期平均含沙量4.9kg/m3，非汛期平均含沙量2.1kg/m3。坝址平均年降雨量156.8mm。

## 技术指标
枢纽坝址以上黄河长2837km，控制流域面积31.34万km2。水库正常蓄水位1076.0m，死水位1069.0m，总库容4.87亿m3。设计洪水标准为100年一遇6100m3/s，设计洪水位1071.49m；校核洪水标准为2000年一遇9100m3/s，校核洪水位1073.46m。汛期内蒙古河段的设防标准由50年一遇提高到100年一遇。汛期最高运行水位1074.0m。汛期最低运行水位1071.0m。水库运行10年后调节库容1.84亿m3。 
干砌石护坡的黏土心墙土石坝布置在黄河左岸滩地，坝基采用混凝土防渗墙，坝长6371米，顶宽7米，最大坝高18.2米。坝顶高程1078.7m。上游坝坡1:2.75，采用0.4m混凝土护坡；上游坝坡1:2.5，采用0.3m碎石护坡；心墙上下游均设0.6m厚反滤层。1.2m钢筋混凝土防浪墙，墙顶高程1079.90m。
泄洪闸坝段布置在黄河主河槽中左部共16孔；2孔一联。堰顶高程1065.0m。闸顶高程1078.7m。设计下泄流量6100m3/s，校核下泄流量9100m3/s。
发电厂房坝段布置在主河槽右岸，装机4台单机22.5MW的贯流式水轮发电机组，总装机容量为9万kw。年发电量3.63亿度。按蒙西电网现行平均上网电价0.2元/千瓦时，年发电效益为7100万元。
水库淹没土地113.39km2，其中水域面积15.77km2。

## 工程历史
项目建议书阶段的勘测和设计工作由水利部天津水利水电勘测设计研究院和内蒙古自治区水利水电勘测设计院共同承担，2002年10月完成了《黄河海勃湾水利枢纽工程项目建议书》；2004年11月18日至22日水利部水利水电规划设计总院在乌海市召开会议，对《黄河海勃湾水利枢纽工程项目建议书》进行了审查。
2007年12月4日至7日，中国国际工程咨询公司在乌海市召开会议，对黄河海勃湾水利枢纽工程项目建议书进行评估。2008年4月25日国家发改委以发改农经[2008]1043号文件批复海勃湾水利枢纽工程项目建议书。2008年7月12日至15日，水利部水规总院在乌海市召开《黄河海勃湾水利枢纽工程可行性研究报告》审查会议。2008年9月6日至7日，水利部水利水电规划设计总院在北京召开《黄河海勃湾水利枢纽工程可行性研究报告》复审会议。2008年12月10日，水利部黄河水利委员会批复《黄河流域水工程建设规划同意书》。2009年7月，国家发改委以发改农经[2009]1885号文件批复海勃湾水利枢纽工程可行性研究报告。2010年4月1日，国家水利部以水总[2010]114号批复黄河海勃湾水利枢纽工程的初步设计报告。
- 2009年1月，环保部批复了《环境影响报告书》[3]
- 2009年2月，水利部、内蒙古自治区政府批复了《移民规划大纲》[3]
- 2009年3月，国土资源部批复了《建设项目用地预审意见》[3]
- 2009年7月4日，乌达段一期拆迁工作正式启动[4]
- 2009年7月15日，黄河海勃湾水利枢纽工程《可研报告》正式通过国家发改委审批[5]工程建设总投资225853万元；资本金占85%，其中一半由国家投资，一半地方自筹；其余15%建设资金由银行贷款，贷款偿还期为20年。工程以社会公益为主，社会折现率采用7%，计算期55年。
- 2010年4月26日，举行开工奠基仪式[6]
- 2010年10月，导流明渠进出口围堰迎水面坡脚冲刷部位防护全部完成[7]
- 2010年11月26日，导流明渠工程竣工[8]。这标志着黄河海勃湾水利枢纽工程具备了截流条件。
- 2013年7月25日，由水电五局一分局承建的土石坝全长5864.2米工程全部完工。
- 2014年2月12日，黄河海勃湾水利枢纽工程开始分凌下闸蓄水，标志着工程由建设阶段进入逐步发挥综合效益的新阶段。
- 2014年5月26日，黄河海勃湾水利枢纽工程首台机组正式发电。